# Segundo Consistório Ordinário Público de 1844

## Cardeais
| Nº                 | País               | Nome                                   | Idade              | Cargo                               | Título ou Diaconia                                         |
| Cardeais eleitores | Cardeais eleitores | Cardeais eleitores                     | Cardeais eleitores | Cardeais eleitores                  | Cardeais eleitores                                         |
| ------------------ | ------------------ | -------------------------------------- | ------------------ | ----------------------------------- | ---------------------------------------------------------- |
| 1                  | Itália             | Domenico Carafa della Spina di Traetto | 39                 | Arcebispo de Benevento              | Cardeal-presbítero de Santa Maria dos Anjos                |
| In Pectore         |                    |                                        |                    |                                     |                                                            |
| 2                  | Itália             | Francesco Capaccini                    | 59                 | auditor geral da Câmara Apostólica  | Revelado no Primeiro Consistório Ordinário Público de 1845 |
| 3                  | Itália             | Giuseppe Antonio Zacchia Rondinini     | 57                 | vice-camerlengo e regulador de Roma | Revelado no Primeiro Consistório Ordinário Público de 1845 |
| 4                  | Itália             | Lorenzo Simonetti                      | 55                 |                                     | Revelado no Segundo Consistório Ordinário Público de 1845  |
| 5                  | Itália             | Giacomo Piccolomini                    | 48                 | decano da Câmara Apostólica         | Revelado no Segundo Consistório Ordinário Público de 1845  |